# Лінці
Лінці́ — село в Ужгородському районі Закарпатської області, на річці Стара (притока Латориці).
Село входить до складу Середнянської селищної громади (Середнянської ОТГ- об'єднаної територіальної громади), до якої також входять села: Андріївка (Андрашовці), Анталовці, Верхня Солотвина, Вовкове́, Гайдош, Дубрівка, Ірлява, Киблярі, Лінці, Ляхівці, Пацканьово, Худльово, Чабанівка, Чертіж та центр громади — селище Середнє.

## Назва
В письмових джерелах село згадується під назвою «Ignecz», «Ighlynox», «Inglencz».

## Географія
На північно-східній околиці села струмок Раковець впадає у річку Стару. На захід від села розташована ботанічна пам'ятка природи— «Каштановий Гай». Кашта́новий Гай— ботанічна пам'ятка природи місцевого значення Площа 1 га. Статус надано згідно з рішенням облвиконкому від 18.11.1969 року № 414, і від 23.10.1984 року № 253. Статус надано з метою збереження давніх насаджень каштана їстівного.

## Історія
В околицях Лінців в 1903 році знайдено великий бронзовий скарб на 28 предметів, датується епохою пізньої бронзи.
Перша згадка про Лінці датована 1428 роком. В XV ст. селом володіли шляхтичі з Палло, а в XVI—XVII ст.— шляхтичі сім'ї Добо з Руського (нині Східна Словаччина).
У 1567 році в селі було оподатковано 7 селянських господарств, які володіли 5-ма портами. В 1599 році в Лінцях нараховувалося 22 залежних господарств, будинок шолтейса, церква, будинок священика. Наприкінці XVII— на початку XVIII ст. під час карального терору австрійської армії проти місцевого населення-русинів куруців, учасників антигабсбургських повстань Ференца ІІ Ракоці значна частина жителів покинула село або вимерла. В 1715 році в селі проживало 13 селянських родин. Джерела XVIII ст. вважають Лінці русинським селом.

## Політика

### Парламентські вибори, 2019
На позачергових парламентських виборах 2019 року у селі функціонувала окрема виборча дільниця № 210561, розташована у приміщенні школи.
Результати
- зареєстровано 613 виборців, явка 60,03 %, найбільше голосів віддано за «Слугу народу» — 56,59 %, за Українську стратегію Гройсмана — 9,34 %, за «Опозиційний блок» — 7,97 %.[1] В одномандатному окрузі найбільше голосів отримав Андрій Андріїв (самовисування) — 40,50 %, за Михайла Фединця (Єдиний центр) — 28,10 %, за Роберта Горвата (самовисування) і Олександра Пекаря (Слуга народу) — по 9,92 %[2].

## Релігія
Церква трьох святителів (раніше була греко-католицька). Збудована у 1856 році.
У 1751 р. за пароха Матвія Долганича згадується дерев'яна церква св. Миколи в посередньому стані, з двома дзвонами, гарними місцевими образами та апостолами на полотні.
Теперішню типову муровану церкву з бароковою вежею над входом будували 10 років і вона була посвячена св. Миколі каноником Іваном Зомборієм 27 листопада 1856 року за священика Антонія Бендаса. Разом з тим на фасаді церкви написано 1810 p., як рік спорудження (можливо — це дата початку робіт, освячення каменя. Вежу і дахи вкрито бляхою в 1911 р. У 1960-х роках церкву розмалювали всередині, а в 1983 провели зовнішній ремонт. Старого іконостасу вже нема, а новий вирізав Іван Сідун.
Біля церкви стоїть мурована дзвіниця, ремонтована в 1962 p., вона має 4 дзвони. Найбільший дзвін, вилитий у Пряшеві в 1775 р., є цінною пам'яткою ливарництва.
За переказами під час Першої світової війни дзвін з церкви забрали, для того, щоб зробити гармату, але дзвін опинився в одному з угорських сел.

## Туристичні, цікаві місця
- в 1903 році знайдено великий бронзовий скарб на 28 предметів, датується епохою пізньої бронзи.
- храм Трьох святителів (1856).
- ботанічна пам'ятка природи — «Каштановий Гай»

## Персоналії
- Микуланинець Стефан Миколайович (1903–1978) — український радянський діяч, лікар, завідувач Закарпатського обласного відділу охорони здоров'я. Депутат Верховної Ради УРСР 2-го скликання (1947—1951). Кандидат медичних наук (1955).

Уродженцем села був Гребенюк Руслан Леонідович — штаб-сержант, інспектор прикордонної служби 2 кат. — начальник 2 секції протитанкових ракетних комплексів 3 протитанкового відділення протитанкової прикордонної застави прикордонної комендатури швидкого реагування № 1 Луганського прикордонного загону, який у 2022 р. був мобілізований до лав ДПСУ та загинув у лютому 2023 р. під час виконання бойового завдання у ході військових дій по стримуванню повномасштабного збройного вторгнення Росії.